# Leila Ouahabi
Leïla Ouahabi El Ouahabi (* 22. März 1993 in Mataró, Provinz Barcelona) ist eine spanische Fußballspielerin.

## Karriere

### Verein
El Ouahabi startete ihre Karriere in Spanien mit dem UE Vilassar de Mar, bevor sie 2006 ins La Masia Team, die Jugendakademie des FC Barcelona wechselte. Dort rückte sie im Alter von 16 Jahren, im Sommer 2009 in die erste Mannschaft auf und gewann 2012 und 2013 die Meisterschaft der Superliga Femenina. Nachdem El Oauhabi 2013 das Double aus Copa de la Reina und der Meisterschaft holte, ging sie am 30. Juli 2013 zum FC Valencia.
Nach ihrer Rückkehr zum FC Barcelona im Sommer 2016 gewann sie in der Saison 2020/21 die Champions League.
Im Sommer 2022 wechselte sie zu Manchester City WFC.

### Nationalmannschaft
Ouahabi durchlief die U-19-Nationalmannschaft Spanien und absolvierte zehn offizielle UEFA Länderspiele.

## Erfolge
Superliga Femenina (5)
- 2012, 2013, 2020, 2021, 2022

Copa de la Reina (7)
- 2011, 2013, 2017, 2018, 2020, 2021, 2022

UEFA Women’s Champions League (1)
- 2021

Supercopa Femenina (2)
- 2020, 2022

Copa Catalunya (3)
- 2017, 2018, 2019